# 原田一道
原田 一道（はらだ いちどう / かづみち、文政13年8月21日（1830年10月7日） - 明治43年（1910年）12月8日）は、江戸幕府旗本、幕末・明治期の兵学者、日本陸軍軍人。陸軍少将正二位勲一等男爵。

## 経歴
文政13年（1830年）8月21日、備中国鴨方藩藩医・原田碩斎の長男として生まれる。はじめ駒之進、のち敬策・吾一と称す。備中松山藩家老の山田方谷に学ぶなどした後、嘉永3年（1850年）、江戸にて蘭学医伊東玄朴に師事。砲術など洋式兵学を修めて幕府に出仕。安政3年（1856年）、蕃書調所取調出役教授手伝・海陸軍兵書取調出役に就き、兵学を講じるなど翻訳にも従事する。
文久3年（1863年）12月、横浜鎖港談判使節外国奉行・池田長発らの遣仏使節団一行に随いて渡欧。兵書の購入に努めるなど、使節団帰朝後も欧州に滞留してオランダ陸軍士官学校に学ぶ。慶応3年（1867年）に帰朝。戊辰戦争が起こったため、故郷の鴨方藩に仕えたが、のち再度江戸へ出府し、陸軍所教授・開成所教授として洋学を教授した。西周・津田眞道・神田孝平・福澤諭吉らと研究にも励んでいる。その後、慶応4年（1868年）には砲兵頭に任命された。
維新後は沼津兵学校教師を経て、新政府の徴士として出仕。明治2年（1869年）に軍務官権判事、同4年（1871年）に陸軍大佐、さらに兵学校御用掛や兵学校大教授、兵学校頭、太政官大書記官、一等法制官などを歴任。明治6年（1873年）には岩倉遣欧使節団に陸軍少将・山田顕義理事官の随行員として参加し、フランス、オランダなど欧米各国を巡遊。明治12年（1879年）に陸軍省砲兵局長、同14年（1881年）には陸軍少将に進み、東京砲兵工廠長・砲兵工廠提理・砲兵会議議長等の陸軍の要職に歴任している。なお、桂太郎や寺内正毅・黒木為楨・長谷川好道・川村景明・乃木希典ら、明治の将星は兵学校大教授時代の教え子である。
予備役編入後の明治19年（1886年）に元老院議官、同23年（1890年）9月29日には貴族院議員に勅選され、同年10月20日、錦鶏間祗候となる。明治33年（1900年）、兵器・軍律刑法研究の功により男爵を授けられて華族に列せられる。明治39年（1906年）、勲一等瑞宝章。明治43年（1910年）8月、病を得て国府津別荘に移って静養するも回復せず、12月8日、肺炎のため東京・裏猿楽町の自邸にて死去。享年81。勲一等旭日大綬章を追贈される。墓は東京谷中霊園。

## 親族
- 妻の志計（弘化4年生まれ）は静岡県士族中村市五郎の長女[5]。
- 長男原田豊吉は地質学者、次男原田直次郎(母の名はあい[6])は洋画家として著名だが、二人とも30代で病死。豊吉の妻・照子は、一道が仕事を通じて知り合ったドイツ人の武器商人マイケル・ベアの娘[7]。
- 孫（豊吉の長男）は元老西園寺公望の秘書を務めて、『西園寺公と政局（原田熊雄日記）」などで知られる男爵原田熊雄である。熊雄の妹信子は有島生馬の妻。

## その他
- 晩年、裏猿楽町の自邸では地道に兵器研究を行っていた。敷地内にあった片隅の離れは「お爺さんの作業部屋」と呼ばれていた。
- 維新当時の西園寺公望が欧州留学を検討していた際、留学について大村益次郎に教えを請いにいったところ、大村は「自分よりも外国知識が豊富だから」と原田を推薦している。
- 貴族院議員のころ、一等車両パスの特権があったにもかかわらず、「お百姓さんの話が聴けるのが面白い」との理由で、下等であった三等車両に好んで乗車した。
- 幼年期は寺子屋に学んだが、あまりに物覚えが悪くて馬鹿にされたことを契機として、以後、発憤して勉学に励んだ。
- 江戸留学中、勉学に熱中するあまり頭は蓬髪だった。他の友人達と芝居を観には行ったものの、ひとり入らずに門前で教本を読みふけり、芝居を見終わった友人達が出てきた時には、髪をひねる原田の癖で頭髪がこよりだらけにしまっており、友人達が驚いたとの話が伝わる。
- オランダ留学中、刀大小を帯びて士官学校に通学する姿に白人が仰天したというエピソードが伝えられている。
- 「凡そ人は如何なる人を問はず、欲望は人をして大ならしむる一の動機となるべきものである。然れども欲望によりて事をなしたる人は人間の中の屑の人間である。決して大事業をなしたるとて真の尊ぶべき人ではない」（「故原田一道閣下の言行」『原田熊雄関係文書』より）
- 明治26年（1893年）、神奈川県大磯（北本町 165坪）に別荘を構えている。

## 栄典
位階
- 1873年（明治6年）11月15日 - 従五位[8]
- 1886年（明治19年）10月28日 - 従四位[9]
- 1889年（明治22年）11月5日 - 従三位[10]
- 1894年（明治27年）5月21日 - 正三位[11]
- 1905年（明治38年）5月30日 - 従二位[12]
- 1910年（明治43年）12月9日 - 正二位[13]

勲章等
- 1888年（明治21年）5月29日 - 勲二等旭日重光章[14]
- 1900年（明治33年）5月9日 - 男爵[15]
- 1906年（明治39年）4月1日 - 勲一等瑞宝章[16]
- 1910年（明治43年）12月9日 - 旭日大綬章[13]